# Dichromodes liospoda
Dichromodes liospoda là một loài bướm đêm trong họ Geometridae.